# Guerville (tổng)
Tổng Guerville là một tổng của Pháp, tọa lạc tại tỉnh Yvelines trong vùng Île-de-France của Pháp.

## Phân chia hành chính
Tổng Guerville, bao gồm 18 xã:
- Andelu: 370 dân
- Arnouville-les-Mantes: 742 dân
- Auffreville-Brasseuil: 586 dân
- Boinville-en-Mantois: 296 dân
- Boinvilliers: 280 dân
- Breuil-Bois-Robert: 663 dân
- Épône, 6 418 dân
- La Falaise: 607 dân
- Flacourt: 127 dân
- Goussonville: 557 dân
- Guerville: 1 899 dân (thủ phủ)
- Hargeville: 319 dân
- Jumeauville: 554 dân
- Mézières-sur-Seine: 3 341 dân
- Rosay: 364 dân
- Soindres: 610 dân
- Vert: 737 dân
- Villette: 470 dân.

Bản mẫu:Portail Yvelines